# Paul Bokowski
Paul Bokowski (* 29. Juli 1982 in Mainz) ist ein deutsch-polnischer Schriftsteller und Satiriker.

## Leben
Bokowski wurde als Sohn polnischer Eltern in Deutschland geboren. Der Autor, Vorleser und Poetry-Slammer ist Gründungsmitglied der Lesebühne „Fuchs & Söhne“, der Göttinger Lesebühne „Dioptrien Deluxe“ sowie Redakteur der Literaturzeitschrift Salbader. Er war außerdem Mitglied der populären Berliner Lesebühne Brauseboys. 2022 war er Gründungsmitglied des PEN Berlin. Bokowski lebt in Berlin-Wedding. Seine Bücher mit humoristischen Geschichten erreichten zahlreiche Auflagen.

## Werke (Auswahl)
- Hauptsache nichts mit Menschen. Satyr-Verlag Berlin, 2012, ISBN 978-3-9814891-1-8. Als Taschenbuch: Goldman, München 2013, ISBN 978-3-442-48002-9. Als Hörbuch: Hörverlag 2013
- Alleine ist man weniger zusammen.[1] Manhattan, München 2015, ISBN 978-3-442-54757-9
- Bitte nehmen Sie meine Hand da weg. Goldmann, München 2019, ISBN 978-3-442-48895-7
- Schlesenburg. Roman. btb, Berlin 2022, ISBN 978-3-442-75940-8.

### Hörbuch
- Feine Auslese: Bokowski gibt sein Bestes. Voland & Quist, 2020, ISBN 978-3-86391-259-8. (Hörbuch)

### Beiträge
- Zahlreiche Veröffentlichungen in Anthologien, Zeitschriften u. a.

## Belege
1. ↑  Langinterview mit Bokowski, 2015.

| Personendaten    | Personendaten                          |
| ---------------- | -------------------------------------- |
| NAME             | Bokowski, Paul                         |
| KURZBESCHREIBUNG | deutsch-polnischer Autor und Satiriker |
| GEBURTSDATUM     | 29. Juli 1982                          |
| GEBURTSORT       | Mainz                                  |